# Sixense Soldata
 (novembre 2011).
Sixense Soldata est une entreprise de monitoring et d'instrumentation dans le domaine du génie civil et de l’environnement, filiale du groupe Vinci. Le siège social est basé à Nanterre en France.

## Histoire
Sixense Soldata a été fondé pour répondre aux besoins d'instrumentation rencontrés dans les grands projets de génie civil.
Depuis le rachat de Solétanche-Bachy par le groupe Vinci en 2007, Sixense Soldata  est devenu une filiale de Vinci Construction et a élargi son domaine d’activité en acquérant EDG et Gage Technique.

## Specialisation
L’entreprise se divise en plusieurs secteurs d'activité :
- le monitoring : mesures automatisées du déplacement des sols et structures à l’aide de stations totales, d’inclinomètres, de mesures topographiques par satellite, etc.
- l’acoustique : cartographie des niveaux acoustiques, etc. Les champs d'applications sont divers : acoustique urbaine, acoustique industrielle, vibrations, etc.
- la géophysique : cartographie du sol à l’aide de géophones, radar, etc.

## Implantation
Sixense Soldata  développe sa présence au niveau international en étant implanté dans plus de 10 pays (en Europe, Asie, Moyen-Orient et Amérique du Nord) .